# San Marcos, Guerrero
San Marcos là một đô thị thuộc bang Guerrero, México. Năm 2005, dân số của đô thị này là 44959 người.